# Di sản tư liệu thế giới
Di sản tư liệu thế giới (còn gọi là Chương trình Ký ức thế giới) của UNESCO ra đời từ năm 1994. Mục đích của chương trình là để ghi nhận các di sản văn hóa thuộc dạng tư liệu (Documentary Heritage) trên thế giới, đó có thể là cuốn sách, bộ phim, bức ảnh, giọng nói (băng ghi âm), hay là bút tích...

## Di sản tư liệu thế giới tại Việt Nam
1. Mộc bản triều Nguyễn là di sản tư liệu thế giới đầu tiên tại Việt Nam do UNESCO công nhận ngày 31 tháng 7 năm 2009. Số mộc bản này hiện đang bảo quản tại Trung tâm Lưu trữ Quốc gia IV- Đà Lạt, Lâm Đồng.
2. Ngày 9/3/2010, tại Macau, Trung Quốc. Sau Mộc bản triều Nguyễn, Bia tiến sĩ Văn Miếu Thăng Long đã được công nhận là di sản tư liệu thứ hai của Việt Nam được đưa vào danh mục Di sản tư liệu thế giới.
3. Châu bản triều Nguyễn của Việt Nam đã chính thức được Ủy ban UNESCO Chương trình Ký ức thế giới công nhận là một trong 78 Di sản tư liệu thế giới năm 2017. Trước đó, Năm 2014, Châu bản triều Nguyễn đã được UNESCO công nhận là Di sản tư liệu thuộc Chương trình Ký ức thế giới khu vực Châu Á-Thái Bình Dương.[2]
4. Đêm 10/4/2025, tại Kỳ họp khoá 221 của Hội đồng Chấp hành Tổ chức Giáo dục, Khoa học và Văn hóa Liên hợp quốc (UNESCO) diễn ra ở thủ đô Paris (Pháp), Bộ sưu tập tài liệu của nhạc sĩ Hoàng Vân (1930-2018) của Việt Nam đã được UNESCO ghi danh là Di sản tư liệu thế giới. Bộ sưu tập đã đáp ứng được nhiều tiêu chí quan trọng của UNESCO, đặc biệt là tiêu chí ý nghĩa lịch sử và giá trị toàn cầu.

## Di sản tư liệu châu Á - Thái Bình Dương tại Việt Nam
Dưới đây là các di sản tư liệu được công nhận ở cấp khu vực châu Á - Thái Bình Dương, và đang được đề nghị nâng tầm công nhận lên di sản tư liệu thế giới sau năm 2017:
| STT | Di sản                                                 | Nơi lưu trữ                                      | Năm công nhận |
| --- | ------------------------------------------------------ | ------------------------------------------------ | ------------- |
| 1   | Mộc bản kinh Phật thiền phái Trúc Lâm chùa Vĩnh Nghiêm | Chùa Vĩnh Nghiêm, huyện Yên Dũng, tỉnh Bắc Giang | 2012          |
| 2   | Thơ văn trên kiến trúc cung đình Huế                   | Trung tâm Bảo tồn Di tích Cố đô Huế              | 2016          |

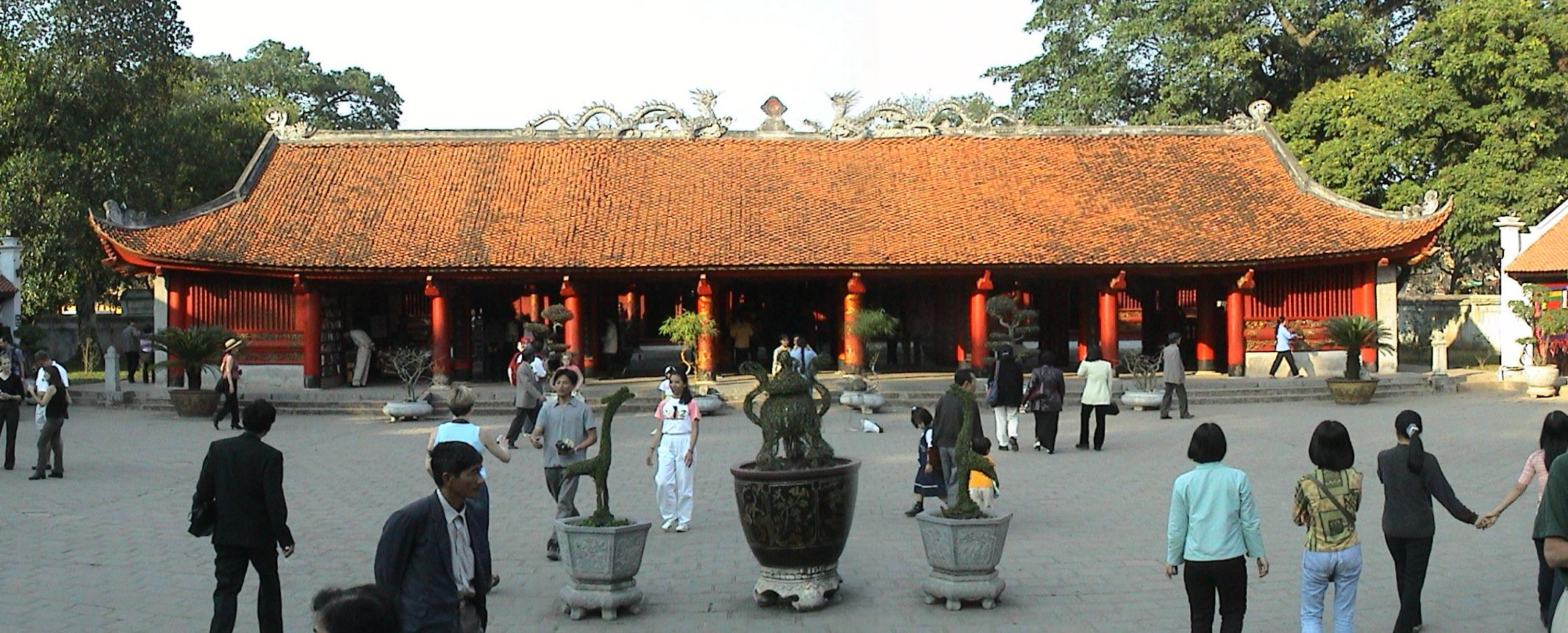
Văn Miếu-Quốc Tử Giám tại Hà Nội, nơi có những bia đá là di sản tư liệu thế giới

| 3   | Mộc bản trường Phúc Giang                              | Tỉnh Hà Tĩnh                                     | 2016          |
| 4   | Hoàng hoa sứ trình đồ                                  | dòng họ Nguyễn Huy,Trường Lưu, Can Lộc, Hà Tĩnh  | 2018          |
| 5   | Văn bản Hán Nôm làng Trường Lưu (1689-1943),           | huyện Can Lộc, tỉnh Hà Tĩnh                      | 2022          |
| 6   | 78 Bia Ma nhai danh thắng Ngũ Hành Sơn                 | Quận Ngũ Hành Sơn, tp Đà Nẵng                    | 2022          |
| 7   | Những bản đúc nổi trên chín đỉnh đồng ở Hoàng cung Huế | Trung tâm Bảo tồn Di tích Cố đô Huế              | 2024          |

## Các đề cử mới
- Các di sản tư liệu thế giới đang chuẩn bị đề nghị UNESCO công nhận: bộ kinh Phật cổ ở chùa Dâu (Bắc Ninh), các cột kinh, sách đá chùa Nhất Trụ (Ninh Bình), Bản thảo của Bác Hồ (Hà Nội), cuốn sách "Hoa Lư thi tập"[4]...